# Populierentandvlinder
De populierentandvlinder (Gluphisia crenata) is een nachtvlinder uit de familie Notodontidae, de tandvlinders.

## Beschrijving
De voorvleugellengte bedraagt tussen de 14 en 15 millimeter. De voorvleugels hebben een grijze grondkleur, met een bruine middenband, die niet altijd goed herkenbaar is. In de middenband bevindt zich een lichte kommavormige vlek. De achtervleugels zijn grijswit.

## Waardplant
De populierentandvlinder gebruikt populier als waardplant, vooral ratelpopulier. De soort overwintert als pop, meestal tussen twee samengesponnen bladeren van de waardplant.

## Voorkomen
De soort komt verspreid over het Palearctisch gebied voor.

### Nederland en België
De populierentandvlinder is in Nederland een vrij algemene soort uit het oosten en zuiden van het land en in België een niet zo algemene soort. De vlinder kent één jaarlijkse generatie die vliegt van mei tot en met augustus.